# لالابل الفتاة السحرية
لالابل، الفتاة السحرية(بالإنجليزية: shahhedd) هو مسلسل أنمي تلفزيوني ياباني من إنتاج شركة توي أنيميشن، وهو مسلسل أنمي من فئة قصص الفتاة السحرية. عُرض على قناة تي في أساهي في اليابان بين 15 فبراير 1980 و27 فبراير 1981.
أُصدر فيلم قصير بعنوان الفتاة السحرية لالابل البحر ينادي إلى عطلة الصيف في اليابان بتاريخ 12 يوليو 1980، وبلغت مدته 15دقيقة.

## القصة
تتناول القصة حكاية لالابل، فتاة سحرية تنتمي إلى عالمٍ خفي تهيمن عليه قوى السحر. أثناء مطاردتها لبيسكوس، الذي سرق أدواتها السحرية النادرة، تنتقل دون قصد إلى عالم البشر. هناك، تعثر عليها امرأة مسنّة وزوجها، ويحتضنانها في منزلهما، فتنشأ بينهما علاقة أسرية دافئة. تعيش لالابل وسط المجتمع البشري متنكرة بهويتها، وتحاول استعادة الأدواتها المسروقة، بينما توثق يومياتها بكتابة أمثال تعكس ما تكتسبه من فهم عميق لحياة الإنسان ومشاعره. مع مرور الوقت، تسهم تصرفاتها النبيلة في تغيير بيسكوس وإصلاحه، وفي نهاية المطاف، يفقد كلٌ منهما قواه السحرية ويواصلان حياتهما كبشر عاديين.

## الشخصيات
لالابل
الشخصية الرئيسية، فتاة سحرية تنتمي إلى عالمٍ سحري. ذات ليلة، تستيقظ على صوت أدواتها السحرية لتفاجأ ببيسكوس يسرق حقيبتين سحريتين. أثناء محاولتها استرجاعهما، تنتقل معه إلى عالم البشر، وهناك تتبناها عائلة تاتشيبانا. تقرر البقاء معهم مؤقتًا ريثما تتمكن من العودة إلى موطنها الأصلي.
بيسكوس
شخصية أنانية وخصم لالابل في بداية القصة. يتميز بجسمه الممتلئ وسلوكاته المخادعة. بعد سرقته لحقيبتين سحريتين من عالم السحر، يُفاجأ بلالابل وينتقل معها إلى الأرض، حيث يفقد إحدى الحقيبتين. يقيم مع بائعة نودلز تُدعى أوشيبا تشاركه الجشع والخداع، ويستخدم ما تبقى من أدواته السحرية في محاولة للسيطرة على الآخرين وسرقة الحقيبة التي تحتفظ بها لالابل. يرافقه قط رمادي يعكس صفاته القبيحة.
عائلة تاتشيبانا
زوجان مسنّان يظهران طيبةً ورعاية. يتبنيان لالابل ويمنحانها الأمان في عالم البشر. السيدة تاتشيبانا تمثل صورة الجدة الحنونة، وهي من قامت بخياطة فستان لالابل الوردي المميز. أما السيد تاتشيبانا، فيُظهر في البداية تحفظًا تجاه السحر، إلا أن موقفه يتغير بعد أن تنقذه لالابل من الغرق، فيبدأ تدريجيًا في تقبّل وجودها. وهو صاحب الأمثال التي تكتبها لالابل في دفترها اليومي.
تيكو
حفيدة آل تاتشيبانا وصديقة مقرّبة للا لابل. تعيش مع جدّيها بسبب عمل والديها في الخارج، وتُظهر دعمًا مستمرًا لرفيقتها.
توكو
إحدى صديقات لالابل وتيكو، وتشاركهما العديد من المواقف في المدرسة وخارجها.
أوشيبا
رفيقة بيسكوس في الأرض، وتدير عربة لبيع الرامن. تشترك معه في صفاته الأنانية والجشعة، وتدعمه في محاولاته لاستغلال الآخرين بالسحر.
تسوبومي
زميلة لالابل ورفيقاتها في الصف، تنتمي إلى عائلة ثرية وتُظهر تعاليًا تجاه تيكو وتوكو. تستغل مكانتها لتحقيق ما تريده. تنقذها لالابل من حادث كاد أن تسببه مركبات والِدها الإنشائية التي تجاهلت ممرًا يستخدمه الأطفال في طريقهم إلى المدرسة.

## شارة البداية والنهاية
قدّمت المغنية اليابانية ميتسوكو هوري أداء شارة البداية بعنوان مرحبًا لالابل، إلى جانب شارة النهاية التي حملت اسم الفتاة السحرية لالابل. تميزت الشارتان بأسلوبهما الهادئ والمعبّر، ورافقتا الحلقات بروح من الدفء والحنين، ما جعلهما جزءًا أساسيًا من هوية المسلسل الفنية.